# Basil Homfray Fry
Basil Homfray Fry (ur. 17 marca 1884 w Oundle, Northamptonshire, zm. 24 marca 1931 w Maidenhead, Berkshire) – brytyjski wojskowy i urzędnik konsularny, poeta i filozof.
Kapitan artylerii. Uczęszczał do szkoły w Berkhamsted, ukończył Christ’s College w Oksfordzie. Pełnił funkcję konsula w Gdańsku (1921-1926), Bremie (1926-), i Antofagaście (1929-).